# Iei (condado)
Iei, ou Yei, é um condado localizado no estado de Equatória Central, Sudão do Sul. Abriga a cidade de Iei, uma das maiores do país. Em 1997, foi iniciado um projeto de saúde internacional para combate às doenças na região, após o fim da Segunda Guerra Civil Sudanesa.